# Juan Carmona
Pour les articles homonymes, voir Carmona.
Juan Carmona est un guitariste et compositeur de flamenco né à Lyon en 1963.

## Biographie
Juan Carmona naît à Lyon dans une famille gitane. Les Carmona, qui viennent d'Andalousie, quittent le pays afin de fuir le régime franquiste,.
Juan Carmona s'initie à la guitare flamenca à l'âge de dix ans et donne son premier récital à Marseille en 1978,. Il séjourne durant une dizaine d'années à Jerez de la Frontera, en Andalousie, où il parfait sa connaissance de la culture flamenca. Il accompagne des chanteurs comme Agujetas et Duquende, et enregistre entre autres avec Chano Domínguez. En 1988, Juan Carmona remporte le grand prix du concours international de guitare de Jerez de la Frontera. L'année suivante, le guitariste Manolo Sanlúcar lui remet le diplôme de la fondation flamenca de Jerez. Il remporte le prix de la Villa Médicis hors les murs, ainsi que le trophée Don Antonio Chacón en 1990, il gagne le premier prix du concours de Madrid de Paco de Lucia en 1994,.
En 1996, Juan Carmona commence sa carrière discographique avec l'album Borboreo, dédié à la ville de Jerez et enregistré sous la direction musicale d'Isidro Muñoz. La même année, il accompagne José Mendez et Moraíto Chico sur l'album Entre dos barrios.
En 2005, Jean-Marie David réalise Juan Carmona, le flamenco à fleur de peau, un film documentaire de 52 minutes consacré au guitariste5.

## Discographie

### Albums
- Borboreo (1996, Le Chant du Monde)
- Antes (1998, L'Empreinte Digitale)
- Caminos Nuevos (2000, L'Empreinte Digitale)
- Orillas (2002, Night & Day Records)
- Sinfonica Flamenca (2006, Le Chant du Monde / Harmonia Mundi)
- El Sentido del Aire (2010, Le Chant du Monde / Harmonia Mundi)
- Alchemya (2013, Nomades Kultur / Harmonia mundi)
- Perla de Oriente (2016, Nomades Kultur / L'Autre Distribution)
- Zyriab 6.7 (2021, Nomades Kultur / L'Autre Distribution)

### Collaborations
- Entre dos barrios (1996, L’empreinte digitale / Harmonia Mundi)

## Filmographie
- 2014 : Juan Carmona Septet, Fiest'A Sete, réalisé par Zycopolis, diffusé sur TV Sud
- 2013 : Juan Carmona, l'alchimiste du flamenco, réalisé par Gilles Lemao, diffusé sur France 3
- 2005 : Juan Carmona, le flamenco à fleur de peau , réalisé par Jean-Marie David, diffusé sur Mezzo
- 2003 : Diego De Los Santos, Juan Carmona and Musicians
- 1998 : Juan Carmona, réalisé par Marc Bissot, diffusé sur Mezzo